# Гринів Олег Іванович
Оле́г (Олесь) Іва́нович Гри́нів (* 20 лютого 1940 року, с. Мала Горожанна, Миколаївський район, Дрогобицька область — 18 квітня 2021 року, м. Львів) — український поет, доктор філософських наук, професор.

## Життєпис
У 1967 році закінчив Львівський університет.
Наприкінці 1980-их років працював на кафедрі наукового комунізму Львівського політехнічного інституту (тепер Національний університет «Львівська політехніка»).
На початку 1990-х років завідував кафедрою суспільно-гуманітарних наук Українського поліграфічного інституту ім. Івана Федорова
Був деканом факультету політології Київського міжнародного університету. Згодом — завідувачем кафедри політології. До вересня 2011 року працював професором на кафедрі суспільно-політичних наук. Викладав політологію, а на даний момент викладає філософію у Львівському державному університеті фізичної культури.
Лауреат Всеукраїнської премії імені І. Огієнка в галузі науки (2008 р.). Занесений до «Енциклопедії сучасної України» (К., 2006. — т. 6. — С. 462).
Автор поетичної збірки «Омісячнена галява», книг: «Імператив Володимира Мономаха», «Спокута Малоросії: парадокси державотворення», «Держава як правда нації: касація вироку номадів», «Збуджена Україна: самоствердження нації після контузії населення», «Плебісцит на Майдані Незалежності».